# Semens
not to be confused with Siemens hoặc Semen
 Semens  là một xã thuộc tỉnh Gironde trong vùng Aquitaine tây nam nước Pháp. Xã này nằm ở khu vực có độ cao trung bình 70 mét trên mực nước biển.